# Riku Nozawa
Riku Nozawa (japanisch 野澤 陸 Nozawa Riku; * 7. Dezember 1998 in der Präfektur Tochigi) ist ein japanischer Fußballspieler.

## Karriere
Riku Nozawa erlernte das Fußballspielen in der Jugendmannschaft des Pal SC, der Verdy Soccer School Koyama, der Schulmannschaft der Sano Nihon University Senior High School, sowie in der Universitätsmannschaft der Sanno University. Seinen ersten Profivertrag unterschrieb er am 1. Februar 2021 bei Ventforet Kofu. Der Verein aus Kōfu, einer Stadt in der Präfektur Yamanashi, spielt in der zweiten japanischen Liga, der J2 League. Sein Zweitligadebüt gab Riku Nozawa am 27. Juni 2021 (20. Spieltag) im Heimspiel gegen Thespakusatsu Gunma. Hier wurde er in der 84. Minute für Jin Izumisawa eingewechselt. Ventforet gewann das Spiel mit 6:2. Am 15. Oktober 2022 stand er mit Kofu im Finale des japanischen Pokals, wo man im Elfmeterschießen den Erstligisten Sanfrecce Hiroshima besiegte. Nach 32 Ligaspielen wechselte er im März 2024 auf Leihbasis zum Drittligisten FC Gifu.

## Erfolge
Ventforet Kofu
- Japanischer Pokalsieger: 2022